# Международен статистически институт
Международният статистически институт е професионална организация със седалище в Нидерландия.
Основан е през 1885 година в Лондон. Целта му е да подкрепя развитието на статистиката и да популяризира международната статистическа общност. Международният статистически институт участва в организирането на семинари, конференции, обучения и конкурси.
В него членуват 7 асоциации, всяка от които отговаря за отделен аспект от науката статистика. В института са събрани над 4500 специалисти от над 100 държави.